# Франсуа Піно
Піно Франсуа (фр. François Pinault, *21 серпня 1936) — французький бізнесмен, власник компанії PPR, мільярдер. Колекціонер, один із найвпливовіших людей у світі сучасного мистецтва.
За версією журналу Forbes, 2010 року серед найбагатіших людей світу Піно Франсуа посідає 77 сходинку.
Після пожежі в Соборі Паризької Богоматері Франсуа Піно разом зі своїм сином вирішив пожертвувати 100 млн євро на відбудову собору.